# Rue de la Chaîne (Strasbourg)
Ne doit pas être confondu avec Rue de la Chaîne.
La rue de la Chaine (en alsacien : Kettegässel) est une voie de Strasbourg rattachée administrativement au quartier Gare - Kléber, qui va de la rue des Serruriers à la rue de la Division-Leclerc. 

## Histoire et toponymie
La déclivité, faible mais sensible, de la rue de la Chaîne et d'autres rues adjacentes à la Grand'Rue, rappelle que cette dernière, sur le tracé d'une ancienne voie romaine, occupe une position légèrement surélevée,.

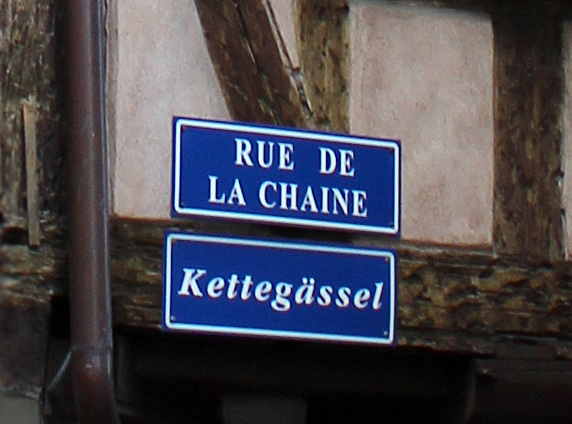
Plaque bilingue, en français et en alsacien.

La rue doit son nom à la brasserie qui, depuis plusieurs siècles, se situait à l'angle de la Grand-Rue. L'existence d'une maison Zur Ketten est attestée à cet endroit en 1448. Malheureusement, cette dernière change de nom en août 2022 après un changement de propriétaire.
Elle a connu plusieurs dénominations successives, en allemand ou en français : Reisersgasse (1313), Rulenderlinsgasse (1358), Schottengasse (1523), Vordere Schumachergasse (1680), rue de la Chaîne (1794), rue de Franklin (1794), rue de la Chaîne (1817), Ketten-Gasse (1817), Kettengasse (1872), rue de la Chaîne (1918), Kettengasse (1940), rue de la Chaîne (1945).
Des plaques de rues bilingues, à la fois en français et en alsacien, ont été mises en place par la municipalité à partir de 1995. C'est le cas du Kettegässel.

## Bâtiments remarquables
Le no 3 est l'édifice le plus étudié de cette petite rue étroite. En 1769, Jean Laurent Goetz, architecte de la cathédrale et de l’Œuvre Notre-Dame, acquiert la maison et la reconstruit dans le goût de l'époque. Le nouveau bâtiment comprend deux étages à façade parementée en grès dont les huit travées sont réparties en deux avant-corps latéraux. Une porte cochère en plein cintre occupe la partie centrale et donne accès à la cour. Quatre mascarons représentant les allégories de la Sculpture, de la Peinture, de l’Architecture et de l’Astronomie ornent les linteaux des quatre fenêtres au-dessus l'entrée,.
Des pignons crénelés de la résidence des Westhus (datée de 1304 par dendrochronologie) subsistent au fond de la cour. 

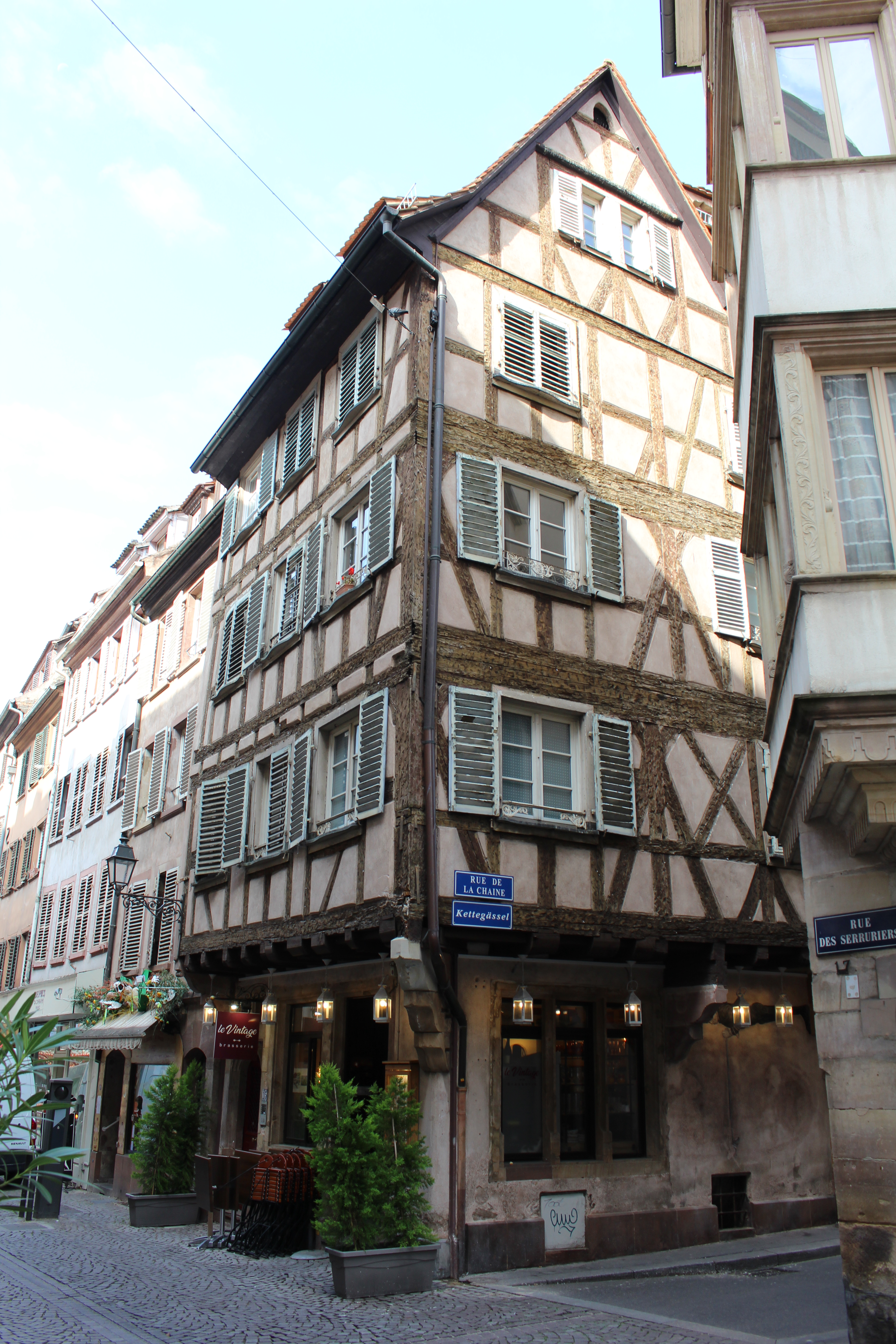
Maison à colombages à l'angle de la rue des Serruriers.
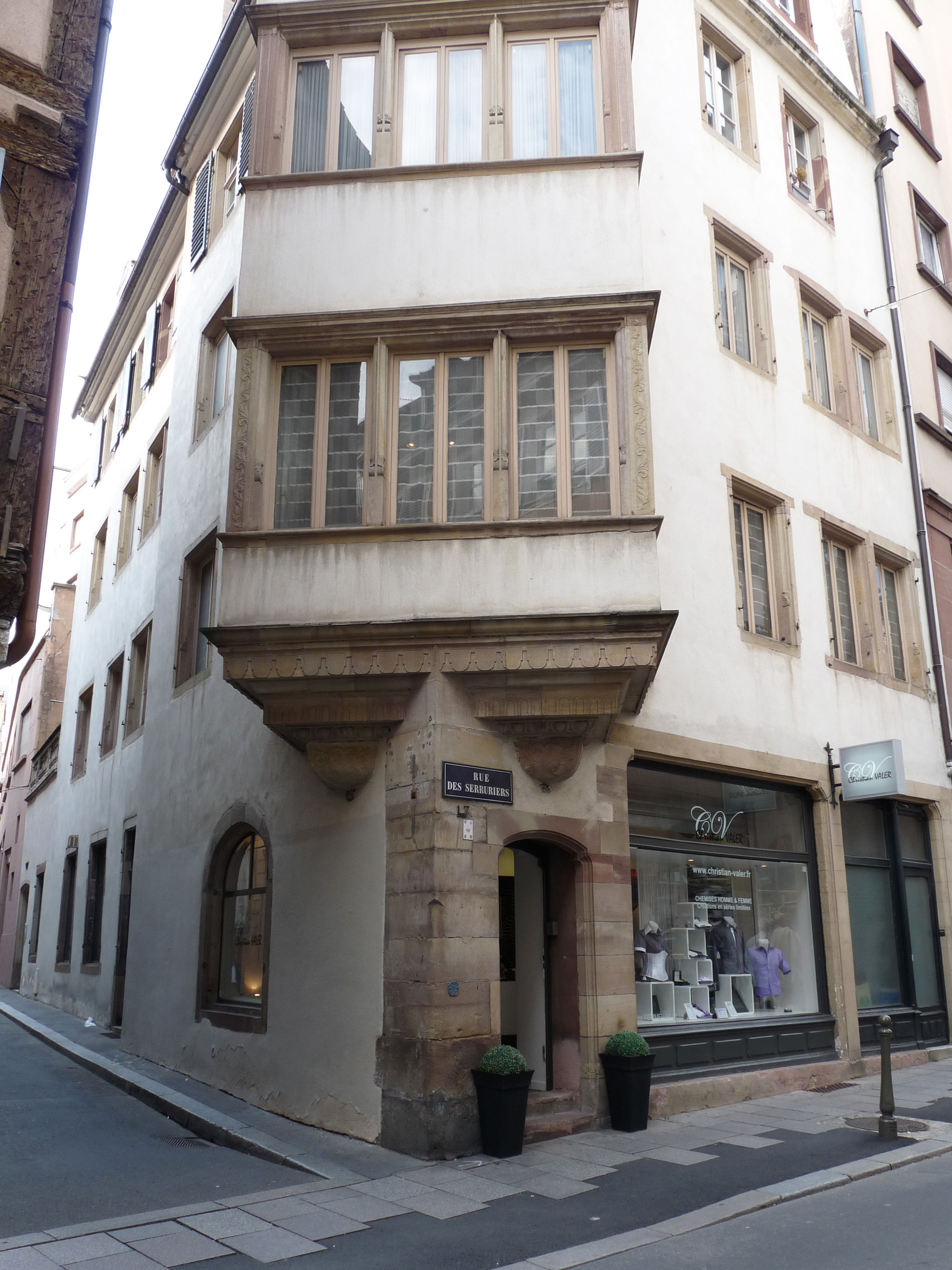
Oriel du no 2, à l'autre angle de la rue des Serruriers.
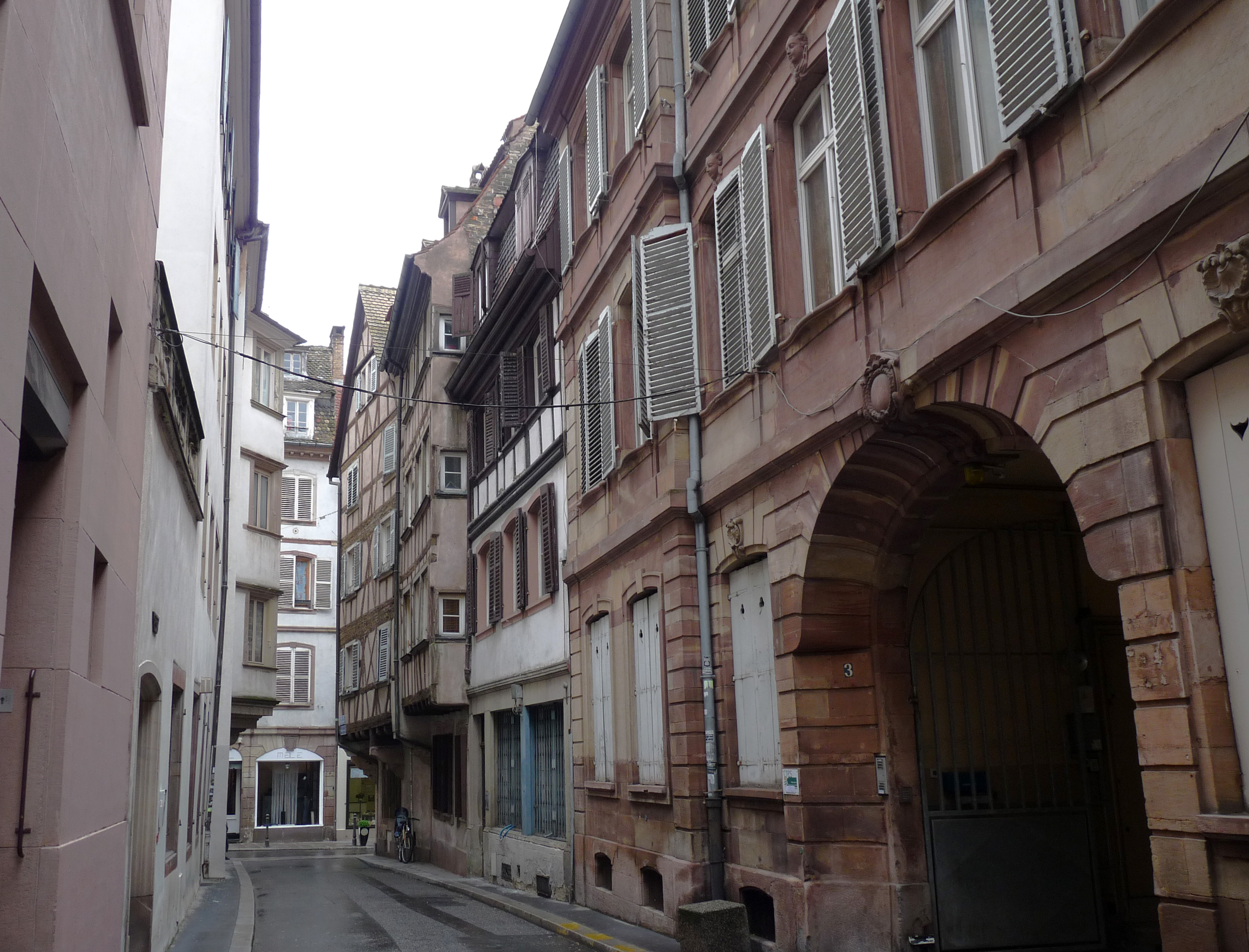
À droite, façade en grès du no 3.
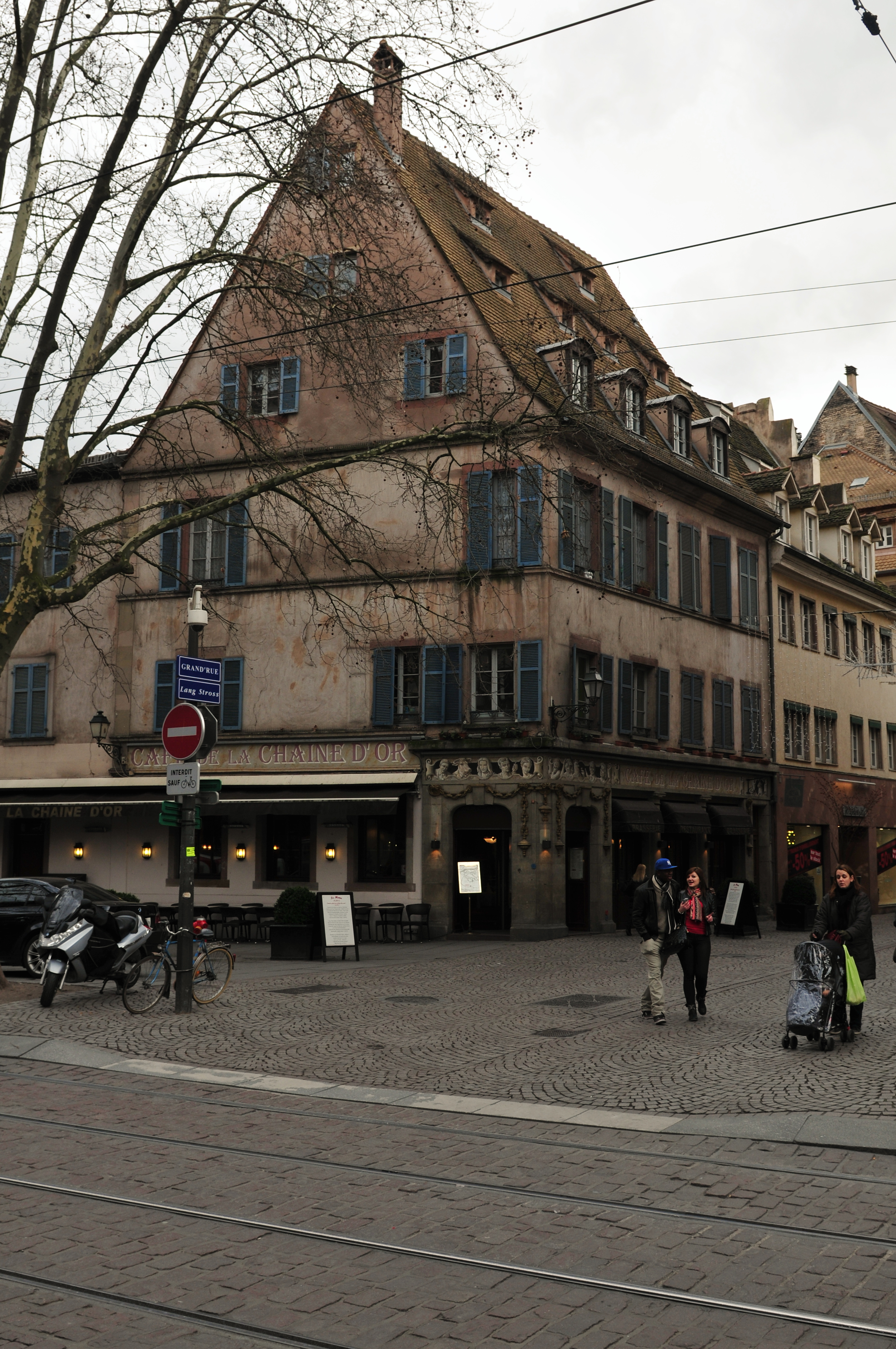
Le no 11, à l'angle du no 134, Grand-Rue.